# Gerda Ritschel-Beurlin
Gerda Ritschel-Beurlin, geb. Beurlin (* 10. Februar 1927 in Ulm; † 3. Februar 1989 in Cincinnati) war eine deutsche Apothekerin.

## Leben
Gerda Ritschel-Beurlin, Tochter eines Berufsoffiziers, besuchte die Volksschule in Ulm, dann das Gymnasium in Freudenstadt. Nach dem Abitur erlernte sie in der Mohren-Apotheke in Schwäbisch Gmünd die Pharmazie. Von 1948 bis 1952 studierte sie an der Universität Tübingen Pharmazie und legte 1952 das pharmazeutische Staatsexamen ab. Von der Universität Innsbruck erhielt sie 1961 den Mag. pharm., von der Universität Straßburg den Dr. pharm. und wurde 1965 von der Universität Wien zum Dr. phil. promoviert.
Nachdem Ritschel-Beurlin für kurze Zeit in der Industrie tätig gewesen war, wurde sie 1961 Lecturer of Pharmaceutical Microbiology am Notré Dame College der Universität Dacca ernannt. Zuvor hatte sie in den Jahren 1952–1959 in verschiedenen deutschen Apotheken und in der Schweiz gearbeitet.
Bis 1964 war Ritschel-Beurlin in Pakistan tätig, siedelte 1969 in die USA über, wo sie zunächst Lecturer and Educational Associate am College of Pharmacy der University of Cincinnati war. 1972 erhielt sie eine Berufung als Assistent Professor of Microbiology an die Northern Kentucky State University, an der sie 1976 zum Associate Professor ernannt wurde. In den letzten 11 Jahren ihres Lebens war sie zusätzliche Research Associate und Fakultätsmitglied am College of Pharmacy der University of Cincinnati.
Ritschel-Beurlin hat ca. 40 Arbeiten, meist zusammen mit ihrem Mann, Wolfgang A. Ritschel, veröffentlicht. Sie arbeitete auf dem Gebiet der Mikrobiologie, der Herstellung von Arzneimitteln, der Arzneimitteluntersuchung und -kontrolle, machte mikrobiologische Auswertungen von Gewebeproben peruanischer Mumien und arbeitete über die Absorption von Peptiden. Anfang der 60er Jahre nahm sie an zwei internationalen Expeditionen in Südostasien teil.

## Veröffentlichungen
- Evidence of precipitating antibodies in poliomyelitis immune serums (m. J. Meyer und J. Malgras). In: Rev d’Immun 24 (1960).
- Internationale Expedition to St. Martin’s Island (m. W. A. Ritschel). In: Deutsche Apotheker-Zeitung 102 (1962).
- Press-coated tablets containing tetracyclin and vitamins. (m. W. A. Ritschel). In: Sci. Pharm. 31 (1963).
- Rectal administration of Inslin (m. W.A. Ritschel). In: Meth. Find. Exptl. Clin. Pharmacol. 6 (1984).